# Ruud Veltenaar
Ruud (Rudolf) Veltenaar (Amsterdam, 20 februari 1958) is spreker, auteur, ondernemer en SGD ambassadeur.

## Biografie
Veltenaar studeerde filosofie aan de Universiteit van Parijs en de Columbia-universiteit in New York. Deze vervolgde hij met een Executive Master in Business Administration aan de Harvard Business School.
Veltenaar begon zijn carrière in de jaren 80 in ondernemen in IT. Hij is oprichter van online parkeerdienst Park Mobile en internetaanbieder Planet Internet. Hiernaast werkte hij onder andere bij McKinsey, Volmac en Raet. Rond 2010 stapte Veltenaar uit de zakenwereld om spreker te worden. Veltenaar schreef in 2020 samen met spreker en auteur Leen Zevenbergen het boek Once Upon a Future, over de huidige problemen van de mensheid op het gebied van de klimaatcrisis, armoede en kapitalisme.